# Elżbieta Hohenzollern (1403–1449)
Elżbieta Hohenzollern (ur. 1403, zm. 31 października 1449) –  książna brzeska.
Elżbieta była córką Fryderyka I (elektora Brandenburgii) i Elżbiety bawarskiej oraz żoną Ludwika II (1385-1436),  księcia brzeskiego i legnickiego, z którym miał czwórkę dzieci:
- Ludwika (1420–1435)
- Elżbietę (ur. 5 stycznia 1426)
- Magdalenę (zm. 10 września 1497), żonę Mikołaja I opolskiego
- Jadwiga legnicka (1430–1471), żonę Jana I lubińskiego[1].

Po śmierci męża w 1436 rządziła w Legnicy. Powtórnie wyszła za mąż za księcia cieszyńskiego Wacława. Z powodu tego małżeństwie Fryderyk II oparł część swoich żądań do Śląska.